# 特雷马尔加特
特雷马尔加特（法語：Trémargat，法語發音：[tʁemaʁɡat]）是法国阿摩尔滨海省的一个市镇，位于该省西南部，属于甘冈区。

## 地理
特雷马尔加特（48°19'56"N, 3°16'3"W）面积13.9 平方千米，位于法国布列塔尼大區阿摩尔滨海省，该省份为法国西北部沿海省份，位于布列塔尼半岛北部，北濒大西洋英吉利海峡，西接菲尼斯泰尔省，南至莫尔比昂省，东临伊勒-维莱讷省。
与特雷马尔加特接壤的市镇（或旧市镇、城区）包括：凯尔格里斯特-莫埃卢、朗里万、珀姆里特坎坦、普卢内韦坎坦、圣尼科代姆。

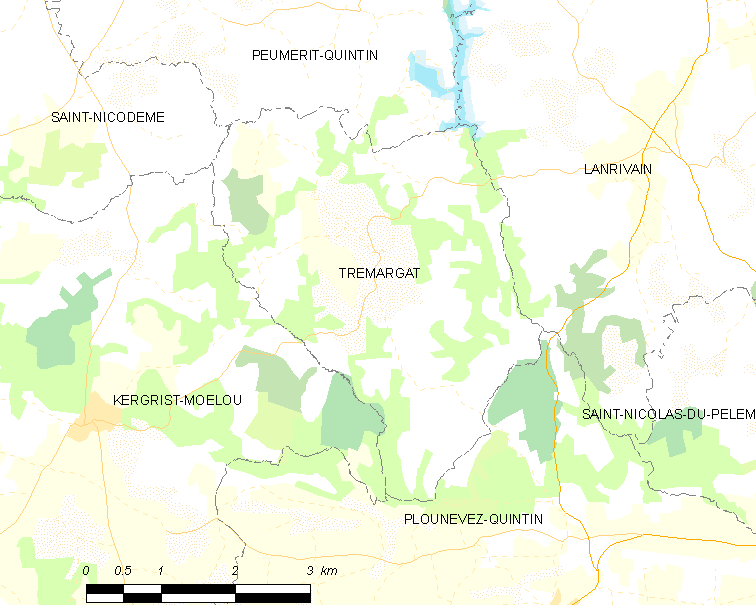
特雷马尔加特的OSM定位图

特雷马尔加特的时区为UTC+01:00、UTC+02:00（夏令时）。

## 行政
特雷马尔加特的邮政编码为22110，INSEE市镇编码为22365。

## 政治
特雷马尔加特所属的省级选区为罗斯特勒南县。

## 人口

1962-2008年间特雷马尔加特人口变化图示

特雷马尔加特于2022年1月1日时的人口数量为182人。